# Denis Nulty
Denis Nulty (ur. 7 czerwca 1963 w Slane) – irlandzki duchowny katolicki, biskup Kildare-Leighlin od 2013.

## Życiorys
Święcenia kapłańskie otrzymał 12 czerwca 1988 i inkardynowany został do diecezji Meath. Po święceniach pracował jako wikariusz parafii katedralnej. W 1998 objął probostwo w Droghedzie. 
7 maja 2013 papież Franciszek mianował go ordynariuszem diecezji Kildare-Leighlin. Sakry udzielił mu 4 sierpnia 2013 arcybiskup metropolita Dublinu - Diarmuid Martin.